# Osterwald (Höhenzug)

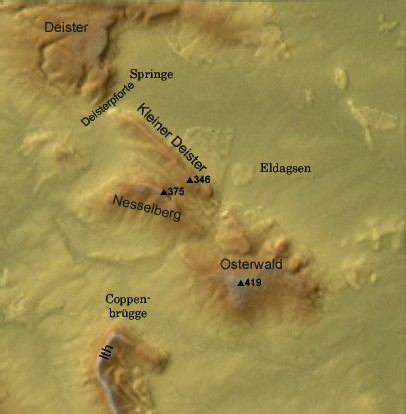
Deister, Kleiner Deister, Nesselberg, Osterwald und Ith mit Springe, Eldagsen und Coppenbrügge

Der Osterwald ist ein Höhenzug (bis 420 m ü. NHN) des Calenberger Berglands und bildet zusammen mit dem Nesselberg und dem Kleinen Deister eine geschlossene Gruppe dreier aneinander grenzender Gebirgszüge im Leinebergland. Er liegt zwischen Coppenbrügge, Elze und Eldagsen in den niedersächsischen Landkreisen Hameln-Pyrmont und Hildesheim sowie in der Region Hannover.

## Geographie

### Lage
Der Osterwald liegt im Calenberger Bergland im Norden des Leineberglands, das dort an das Calenberger Land grenzt. Er befindet sich etwa auf halber Luftlinie zwischen Hameln im Westen und Hildesheim im Osten und zwischen den Orten Coppenbrügge im Südwesten und Eldagsen im Norden und Elze im Osten. Auf größeren West- und Südteilen des Höhenzugs liegen Teile des Naturparks Weserbergland Schaumburg-Hameln.
Am Südrand des Osterwaldes liegt das Dorf Osterwald, ein Ortsteil von Salzhemmendorf. Der Höhenzug breitet sich südöstlich des Tales von Gehlen- und Gelbbach aus, in dem die Landesstraße 422 von Coppenbrügge im Südwesten und Eldagsen verläuft. Unmittelbar nordnordwestlich dieses Tales schließt sich der Nesselberg an. Jenseits bzw. südlich von Coppenbrügge befindet sich der Ith.
Am Dreieckigen Stein (ca. 375 m) treffen nahe der im Osterwald stehenden Waldgaststätte Sennhütte die Grenzen der Landkreise Hildesheim und Hameln-Pyrmont sowie der Region Hannover aufeinander.

### Naturräumliche Zuordnung
Der Osterwald liegt in der naturräumlichen Haupteinheitengruppe Niedersächsisches Bergland (Nr. D36), in dessen Teil Weser-Leine-Bergland (37), in der Haupteinheit Calenberger Bergland (378) und in der Untereinheit Süd-Hannoversche Berge (378.3) auf der Grenze der Naturräume Kleiner Deister (378.33) und Osterwald (mit Nesselberg) (378.34). Die Landschaft leitet nach Westen in den Naturraum Hachmühlener Becken (378.22) über, der zur Untereinheit Calenberger Becken (378.2) zählt. Nach Nordosten leitet sie in den Naturraum Eldagser Lößhügel (521.04) über, nach Osten in den Naturraum Marienburger Höhen (521.05) und nach Süden bis Südwesten in den Naturraum Esbecker Börde (521.06), die in der Haupteinheitengruppe Niedersächsische Börden und der Haupteinheit Calenberger Lößbörde (521) zur Untereinheit Hannoversche Börde (521.0) gehören.

### Berge
Zu den Bergen und Erhebungen des Osterwaldes gehören – mit Höhen in Meter (m) über Normalhöhennull (NHN) (wenn nicht anders angegeben laut ):
| - Fast (420 m), zwischen Eldagsen und Osterwald - Hoher Stuhl (391 m), zwischen Eldagsen und Osterwald - Ahrensberg (ca. 365 m), zwischen Kloster Wülfinghausen und Osterwald - Holenberg (360 m), zwischen Eldagsen und Osterwald | - Ritterkreuz (ca. 355,0 m), zwischen Eldagsen und Osterwald - Limberg (182,5 m), zwischen Wittenburg und Mehle - Kendelke (141,2 m), zwischen Sorsum und Mehle |

### Gewässer
Im Osterwald entspringen zahlreiche Bäche, deren Wasser durch die Haller und die Saale in die Leine fließt. Die einzige Ausnahme ist ein Bach, der westlich vom Fast entspringt und durch den Gelbbach und die Hamel in die Weser fließt. Zu den Seen des Höhenzugs gehört die Meerpfühle.

### Ortsteile
Ortschaften, Ortsteile, Güter und Forsthäuser am oder nahe dem Osterwald sind (betrachtet im Uhrzeigersinn):
| - Forsthaus Jägerhaus (Norden) - Forsthaus Farrensen (Nordnordosten) - Eldagsen (Nordnordosten) - Holtensen (Nordosten) - Kloster Wülfinghausen (mit Forsthaus Wülfinghausen; Ostnordosten) - Wittenburg (mit Forsthaus; Osten) - Sorsum (Osten) - Mehle (Ostsüdosten) - Sehlde (Südosten) - Quanthof (Südosten) | - Benstorf (Süden) - Oldendorf mit Glashütte (Süden) - Osterwald mit Heide (Südrand) - Rittergut Voldagsen (Südwesten) - Marienau (Südwesten) - Coppenbrügge (Westen) - Salzburg (mit Forsthaus Salzburg; Westrand) - Ikenburg (Westnordwesten) - Dörpe (Westnordwesten) |

## Hutewald

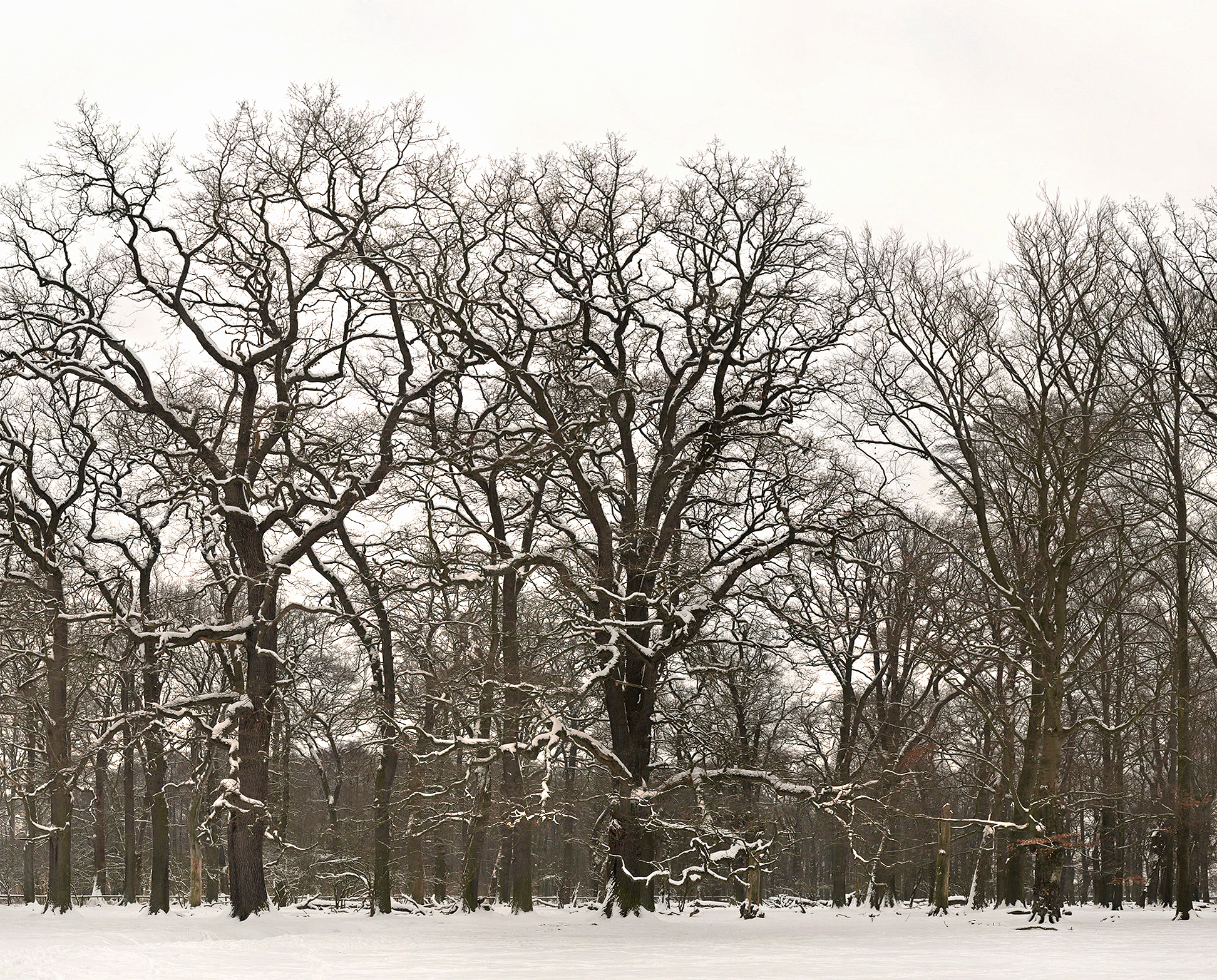
Verschneiter Hutewald im Wisentgehege Springe.

Die Niedersächsische Landesforsten (NLF) führen seit 2014 das Projekt "Gelbbach" im Saupark Springe zwischen Coppenbrügge und Eldagsen durch. Auf einer Fläche von etwa 20 Hektar wird ein Hutewald entstehen, der seit 2015 durch die Beweidung mit einer Herde Highland-Cattles gepflegt wird. Konzipiert wird das Projekt als Ökokonto; denn es dient als Ersatz für die Beeinträchtigung des Naturhaushaltes an anderer Stelle durch den Bau von Straßen und Anlagen.
Dazu wird das Forstamt Saupark den Fichtenwald entfernen und durch naturnahe Eichenmischwälder und durch Sumpf- und Bruchwald ersetzen. Die Entwässerungsgräben werden verschlossen. Gleichzeitig entstehen kleine Gewässer für Amphibien, Insekten und Vögel wie dem Schwarzstorch. Hier sollen sich auch Bergmolch, Feuersalamander und Erdkröte ansiedeln. In bestimmten Bereichen werden typische Arten naturnaher Sumpf- und Moorwälder wie Eichen und Erlen angepflanzt. 
Auf einem Drittel der Fläche wurden 2016 in größeren Abständen fünfzig einzeln stehende Eichen gepflanzt, die langfristig zu mächtigen Bäumen mit großen Kronen heranwachsen und das Aussehen des zukünftigen Hutewaldes prägen. Einige Relikte des ehemaligen Hutewaldes, der nun neu angepflanzt wird, stehen noch heute am Gelbbach.

## Schutzgebiete
Im Zentrum des Osterwaldes liegt das Naturschutzgebiet (NSG) St. Avold (CDDA-Nr. 165635; 1985 ausgewiesen; 7,5 ha groß); nördlich an den Höhenzug grenzt das NSG Saupark (CDDA-Nr. 30110; 1954; 24,448 km²) an. Auf ihm befinden sich im Norden und Nordosten Teile der Landschaftsschutzgebiete (LSG) Nördlicher Osterwald und Umgebung (CDDA-Nr. 323273; 1972; 18,16 km²) und im Süden über Südwesten bis Westen Teile des LSG Osterwald-Saupark (CDDA-Nr. 323574; 1972; 16,046 km²); auf dem Höhenzug breiten sich im Südosten das LSG Osterwald (CDDA-Nr. 323573; 1998; 9,1 km²) und im Osten das LSG Finie (CDDA-Nr. 344859; 2005; 2,5 km²) aus. Im Osten liegt das Fauna-Flora-Habitat-Gebiet Limberg bei Elze (FFH-Nr. 3824-331; 1,695 km²).

## Sehenswürdigkeiten

### Kloster Wülfinghausen
An der Ostseite des Osterwaldes liegt hinter dem großräumigen früheren Klostergut das im 12. Jahrhundert gegründete Kloster Wülfinghausen. Die heutige Bausubstanz des Klosters stammt wegen mehrerer Brände vom Anfang des 18. Jahrhunderts. Seit 1994 wird es von sieben Schwestern einer evangelischen Communität bewohnt.

### Wallburg Barenburg

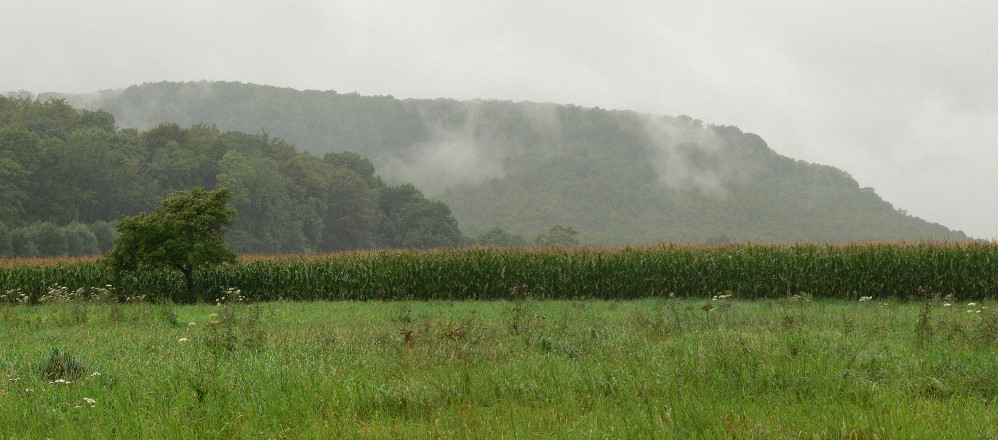
Bergsporn mit Resten der Barenburg, vom Kloster Wülfinghausen aus gesehen

Etwa 1 km westlich des Klosters Wülfinghausen befindet sich auf einem spornförmigen Ausläufer des Osterwaldes die Barenburg, eine Wallburganlage von 5,5 ha Größe im Inneren. Die Anlage befindet sich in strategisch günstiger Lage, da zwei Seiten durch schroff abfallende Felswände und Hänge auf natürliche Weise gesichert sind. Im Süden diente ein etwa 300 m langer Steinwall mit Vorwall und vorgelagertem Graben als Schutz. Da bisher keine Ausgrabungen vorgenommen worden und auch keine Funde bekannt sind, wird die Errichtungszeit der Anlage in der vorrömischen Eisenzeit vermutet. Sie könnte bis ins Mittelalter als Fliehburg Verwendung gefunden haben, da sie zum Besitz des Klosters zählte.

### Bergbau
Im Osterwald wurde bis zur Mitte des 20. Jahrhunderts Osterwaldsandstein, Kalkstein und Steinkohle abgebaut. Der Steinkohlebergbau blickt auf eine mehr als 400-jährige Tradition zurück. Erste Schürfungen nach Steinkohle erfolgten 1585 im Auftrag des Herzogs Julius von Braunschweig. Der Hüttenstollen Osterwald ist heute ein Besucherbergwerk und Museum. 
Im Osterwald wurde der Wealdensandstein, der Osterwaldsandstein gebrochen, der regional und im Raum Hannover in der Gründerzeit häufig verbaut wurde.